# Amphipyra svenssoni
Amphipyra svenssoni är en fjärilsart som beskrevs av Fletcher 1968. Amphipyra svenssoni ingår i släktet Amphipyra och familjen nattflyn. Inga underarter finns listade i Catalogue of Life.